# Anunzê
Anunzê (Anunsu), jedno od starih nambikwarskih plemena koji su živjeli unutrašnjosti Brazila na Mato Grossu uz rijeku 12 de Outubro, pritoci rijeke Papagaio;.
Njihovo ime danas jezikoslovci kostiste kao alternativni naziv za južni nambikwara jezik koji govore dijalektima manduka, khithaulhu, halotesu, saxwentesu, wakalitesu, serra azul, hahaintesu, wasusu, alatesu, waikisu, galera, sarare, alaketesu, anunsu.

## Rječnik
Portugalski Anunze Hrvatski Engleski Španjolski
- cabeça... ua-negetü... glava... head...  cabeza
- língua... uai-lehrú... jezik...   tongue...  lengua
- mão...  uai-kizé... šaka...  hand...  mano
- água...  uarazé...voda ...  water...  agua
- sol...  ikidazé... sunce... sun... sol
- arco...  ukizé... luk... bow arco
- mulher dusé... žena...   woman...  mujer
- papagaio...  kakaitezé...  papagaj... parrot...  papagayo
- branco...  kuidisé...bijela... white...  blanco[4]